# Freudl
Freudl ist ein Familienname.

## Herkunft des Familien- und Vornamens
Der Name Freudl (Frodl) ist eine Ableitung mit l-Suffix von den Übernamen „Freude“ und „Freud“ für einen froh gesinnten Menschen; „Freud(e)l“ gehört zu mhd. vroude für „Frohsinn, Freude“ beziehungsweise zu mhd. vroedelin für „kleine Freude“. Der Name bezeichnete demnach Personen, die auch Kleines froh machen oder an Kleinem Freude haben.
Verwandt dazu sind Ableitungen zu dem Übernamen Freund(e)l, mhd. vriunt, was so viel heißt wie „Freund, Geliebter, Verwandter“.

## Namensträger
- Eligius Freudl (1875–1951), deutsch-österreichischer Pflanzenzuchtforscher
- Jens Freudl (* 1971), deutscher Basketballspieler
- Pierre Freudl (* 1983), deutscher Handballspieler
- Roland Freudl, Institute of Biotechnology im Forschungszentrum Jülich
- Walter Freudl (1931–2016), Hochschullehrer für Polytechnik